# Brunellia tomentosa
Brunellia tomentosa är en tvåhjärtbladig växtart som beskrevs av Humb. & Bonpl.. Brunellia tomentosa ingår i släktet Brunellia och familjen Brunelliaceae. Inga underarter finns listade i Catalogue of Life.